# Prigoria, Gorj
Prigoria este satul de reședință al comunei cu același nume din județul Gorj, Oltenia, România.

## Vezi și
- Biserica „Sfântul Nicolae, Sfântul Dumitru și Sfinții Împărați” din Prigoria

 Acest articol despre o localitate din județul Gorj este deocamdată un ciot. Puteți ajuta Wikipedia prin completarea lui.